# Valfjorden (Måsøy)
Le Valfjorden est un fjord situé sur le côté ouest de l’île de Rolvsøy, dans la municipalité de Måsøy, dans le comté de Finnmark. L’embouchure du fjord se trouve entre Skarvodden au nord et Rossvikskjeret au sud. Il s'étend sur cinq kilomètres à l'est de Valfjordbotn jusqu’à la fin du fjord.
Le Valfjorden a une profondeur maximale de 46 mètres.
Les seuls établissements humains se situent au bas du fjord, autour de Valfjordbotn, entre autres Sørkjosen au sud.
La route de comté no 151 (FV151) longe la rive nord du Valfjordbotn.